# Comunidad de aglomeración del Bassin de Bourg-en-Bresse
La Comunidad de aglomeración del Bassin de Bourg-en-Bresse (en francés communauté de communes du Bassin de Bourg-en-Bresse) es una estructura intercomunal francesa situada en el departamento de Ain, de la región de Auvernia-Ródano-Alpes.

## Historia
Fue creada el 1 de enero de 2017 en aplicación de una resolución del prefecto de Ain del 16 de diciembre de 2016  con la unión de siete mancomunidades.